# Adonisea dolosa
Adonisea dolosa là một loài bướm đêm trong họ Noctuidae.